# Wasted
Wasted és un EP de L.A. Guns que actua el cantant Ralph Saenz.

## Cançons
1. "Wasted"
2. "WellSpent"
3. "Heavy Head"
4. "Forgiving Eyes"
5. "Jayne 98"
6. "Cold Gin"

## Formació
- Ralph Saenz: Veus
- Tracii Guns: Guitarra
- Johnny Crypt: Baix
- Steve Riley: Bateria

- Produït per Dennis Degher & L.A. Guns